# Aigle ibérique
Aquila adalberti
Espèce
Synonymes
- Aquila heliacea adalberti

Statut CITES
Répartition géographique
Statut de conservation UICN

 VU D1 : Vulnérable

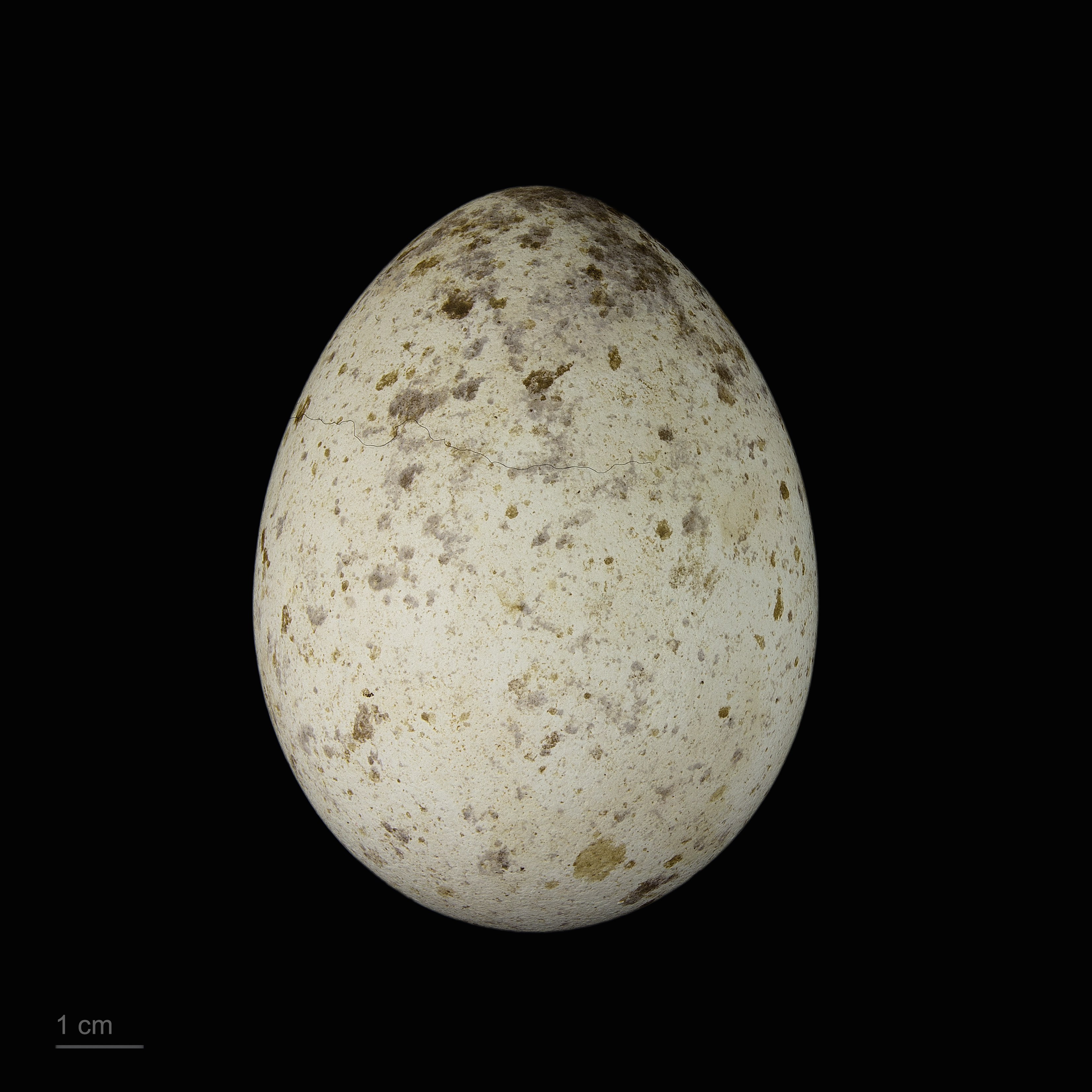
Œuf d' Aquila adalberti - Muséum de Toulouse

L’Aigle ibérique (Aquila adalberti) est une espèce de rapaces diurnes appartenant à la famille des Accipitridae. Il a été longtemps considéré comme une sous-espèce de l'Aigle impérial (Aquila heliaca) mais en 1996 les travaux des chercheurs Seibold, Helbig, Meyburg, Negro et Wink sur l'ADN des deux populations d'oiseaux ont démontré qu'il s'agit en réalité de deux espèces distinctes. Cet aigle, classé comme espèce en danger et vulnérable, vit dans un habitat restreint et de nombreuses menaces pèsent sur lui, faisant de ce rapace l’un des plus rares au monde.

## Description
Cet oiseau mesure 71 à 89 cm de longueur pour une envergure de 187 à 215 cm et une masse de 3,1 à 4,7 kg.
Le plumage adulte marron-rougeâtre définitif est atteint entre l'âge de 6 et 8 ans.

## Comportement
C'est une espèce sédentaire de la péninsule ibérique, effectuant de courts déplacements, contrairement à l'aigle impérial (Aquila heliaca) qui vit sur une grande partie du continent asiatique et migre vers le nord de l'Afrique tropicale au début de l'automne. En ce qui concerne sa dextérité à saisir les oiseaux de moyenne et de petite taille lorsqu'ils sont posés au sol, son terrain de chasse préféré est constitué par des espaces dégagés, dépourvus d'arbustes et de broussailles. Le vol de chasse s'effectue à moyenne altitude et lorsque le rapace a repéré sa proie, il se lance dans un piqué avant de fondre sur elle. Il n'est pas impossible que quelques volailles domestiques figurent occasionnellement sur la liste de ses captures.

## Répartition et habitat
Il est présent dans le sud-ouest de la péninsule Ibérique (Espagne & Portugal) et d'une manière moins prononcée au nord du Maroc. 
L’Aigle ibérique vit dans des zones montagneuses (pas nécessairement à une haute altitude), il niche dans des grands arbres et a besoin de lieux dégagés en bas des pentes pour chasser. On le trouve également dans des prairies à basse altitude. L’étendue du territoire d’un individu dépend de la densité d’aigles dans la région ainsi que de l’abondance des proies.  

## Reproduction et nidification
Un nid venant d’être construit mesure généralement 1,50 m pour 60 cm d’épaisseur. Au fil des années et des nichées, les nids deviennent des structures énormes atteignant 2 m de diamètre pour 2 m d’épaisseur. Les couples d’aigles ibériques possèdent 2 ou 3 nids qu’ils utilisent à tour de rôle.
La femelle pond au début du mois de mars entre 2 et 3 œufs (rarement 4).

## Nomenclature et systématique

### Étymologie
Le nom latin de l'espèce commémore Heinrich Wilhelm Adalbert (1811-1873), prince de Prusse, militaire et explorateur allemand.

## Statut de protection
L’Aigle ibérique est une espèce en danger. Il est menacé par les empoisonnements, la perte de l’habitat, les électrocutions sur les lignes électriques, les dérangements humains, et le déclin des populations de ces derniers. Dans les années 1960, la population était descendue à une cinquantaine de couples.
Cependant, l’Aigle ibérique est en train de recoloniser lentement le Portugal. Grâce à d’importantes mesures de protection et à l’augmentation du nombre de zones protégées et aux mesures prises, le nombre de couples d’Aigles ibériques a augmenté à 250 en 2012. 
Une étude sur la réintroduction de l’Aigle ibérique en Espagne a permis de faire passer la population du Sud du pays de 11 couples en 2001 à 91 couples en 2015. La méthode employée - relâcher des individus dans des régions idéales en termes de ressources et inoccupée par l’espèce – s’est avérée très efficace puisque la population réintroduite a produit presque 2 fois plus de jeunes qu’une population naturelle en expansion entre 2002 et 2015.